# Henrietta Maria av Frankrike
Henrietta Maria av Frankrike, född 25 eller 26 november (n.s.)/15 eller 16 november (g.s.) 1609 i Paris, död 10 september 1669 på Château de Colombes nära Paris, var en engelsk drottning; gift med Karl I av England den 1 maj 1625. Hon var dotter till Henrik IV av Frankrike och Maria av Medici. 
Henrietta Maria ogillades i England för att hon var en fransk katolik och på grund av det inflytande hennes make lät henne ha över politiken. Hon är berömd för sin kontroversiella roll som rådgivare och den roll hon spelade under det engelska inbördeskriget, då hon stödde monarkin med franskt bistånd. Efter kriget levde hon i Frankrike på sin familjs välgörenhet tills hon kunde återvända till England efter monarkins återinförande. 

## Tidigt liv
Henrietta Maria blev faderlöst året efter sin födelse. Hon uppfostrades under överinseende av Françoise de Montglat och lärde sig rida, dansa, sjunga och skådespela, men fick bara en ytlig bildning i akademiska ämnen. Hon uppfostrades till katolik av karmeliterna. 
Henrietta Maria och Karl presenterades för varandra under Karls besök i Frankrike 1623. Äktenskapet arrangerades 1624, under en tid av tillfällig fransk-orientering i England. 
Vigseln ägde rum 1 maj 1625, strax efter Karls tronbestigning.

## Drottning
Relationen mellan Henrietta Maria och Karl var till en början dålig, särskilt sedan Karl avskedat hennes franska hov 1626, men efter Buckinghams fall år 1628 tycks Karl ha blivit förälskad i henne och hon efterträdde då Buckingham som Karls främste rådgivare. Hennes inflytande på Karl är omdebatterad, och det råder osäkerhet om huruvida hon hade inflytande på hans politik eller endast över deras privatliv, och om hennes eventuella politiska inflytande var direkt eller indirekt och hur mycket ansvar hon hade över hans politiska beslut.
Henrietta Maria anpassade sig aldrig riktigt till England och hade så sent som på 1640-talet svårigheter att förstå engelska. Hon ansågs vara obildad, frivol och apolitisk. Av vissa kallades hon för "a brave stubborn solemn prig" (en modig envis allvarlig pedant). Som konstmecenat spelade hon en viss roll, bland annat lät hon vid ett tillfälle engagera Artemisia Gentileschi i England. 
Hon var inte populär i England, främst av den anledningen att hon var katolik. På grund av sin religion blev hon heller aldrig krönt; hon föreslog att hon skulle krönas enligt katolsk ceremoniel, men det blev inte tillåtet, och avsaknaden av kröning gav ett dåligt intryck på allmänheten. Henrietta Maria förhindrade förslaget att placera katolska barn i protestantiska fosterhem, beskyddade olagliga katolska vigslar, försökte omvända Rupert av Pfalz från kalvinismen och ställde till stor uppståndelse då hon 1626 bad för de katoliker som avrättades för sin tro vid Tyburn. Hennes öppna uppmuntran av katolicismen gjorde det modernt för medlemmar av hovet att konvertera, och 1636 invigdes ett praktfullt katolskt kapell i Somerset House.
Smädeskrifter cirkulerade om henne; eftersom hon deltog i maskerader under en tid då det ansågs omoraliskt för kvinnor att delta i skådespel, utpekades hon en gång i en skrift som påstod att skådespelerskor var ökända horor. Henrietta sågs sällan offentligt i London, då hovet under Karl levde ett liv isolerade från allmänheten. Hon troddes allmänt ligga bakom ett katolskt inflytande på politiken och påstods vara en agent för jesuiterna; 1641 utpekades hon som ansvarig för katolikernas uppror på Irland, och senare samma år utpekades hon indirekt av parlamentet som agent och ett redskap för katolska konspirationer.

### Under inbördeskriget

Henrietta Maria, porträtterad av Anthonis van Dyck.

År 1642 skall hon ha övertalat Karl att arrestera parlamentsmedlemmen Pym. Vid denna tidpunkt var spänningen mellan parlamentet och hovet spänd, och Henrietta Maria lämnade England i februari och reste till Haag i Nederländerna, för att undvika uppmärksamheten kring hennes religion och inflytande på Karl. 
I Nederländerna sålde hon delar av kronjuvelerna för att samla trupper inför striden mot parlamentet, vilket gjorde att hon i London porträtterades som en katolik som sålde kronjuvelerna till utlänningar för att finansiera ett religionskrig. Hon stod i korrespondens med Karl och rådde honom att säkra landet militärt mot puritanerna genom att erövra ståndpunkter som Hull och visade otålighet över hans passivitet. I början av år 1643 återvände hon med en armé till Bridlington, där de bombarderades från havet av ett förföljande skepp. Hon bodde en tid i York, och höll i underhandlingar med skotska makthavare om en resning därifrån, samt med Irland om att dra de engelska trupperna från ön för att försvara kungen. Hon förespråkade en villkorslös seger för monarkin och avvisade alla förslag från parlamentet om att använda sitt inflytande på Karl för att få honom att acceptera en kompromiss. Parlamentet tog då beslutet att slå sönder hennes katolska kapell. 
Efter att ha förenat sig med Karl i Kineton tillbringade hovet sedan vintern 1643-1644 i Oxford, där Henrietta firades som en hjältinna. På grund av det militära läget och en graviditet evakuerades hon i början av nästa år till Bath och därefter till Exeter, där hon genomgick sin förlossning. Parlamentet hade under denna tid en plan att tillfångata henne, och i juli 1644 lämnade hon därför Exeter under beskjutning och seglade till Frankrike.      
I Frankrike var hon sysselsatt med att samla in pengar till maken. Henrietta Maria upprättade med stöd av franska staten ett engelskt exilhov i slottet Château de Saint-Germain-en-Laye i Saint-Germain-en-Laye, dit även sonen, tronföljaren Karl, tog sin tillflykt 1646. Exilhovet var en samlingspunkt för engelska lojalister och blev plågat av svåra fraktionsspänningar som ledde till ständiga konflikter och dueller som hon försökte förhindra med arresteringar. Hon stod i kontakt med maken i England och försökte övertala honom att gå med på en presbryteriansk regering i London för att i allians med Skottland krossa parlamentet, vilket han också gjorde. Då han mot hennes vilja avböjde kompromissen 1647 utbröt emellertid det andra inbördeskriget, vilket ledde till hans avrättning 1649.

## Senare liv
Vid makens avrättning 1649 förlorade hon sin ställning som ledare för det engelska exilhovet, och då hennes son Karl 1654 flyttade det engelska exilhovet till Köln, avslutades slutgiltigt hennes inflytande. Hon hade även ekonomiska problem, då även det franska hovet hade dålig ekonomi under Fronden. Hon tillbringade mycket tid i klostret i Chaillot, som hon hade grundat, omvände sin dotter Henrietta till katolicismen och försökte göra detsamma med sina yngre söner, vilket togs illa upp av engelska exillojalister. 
Hon återvände till England vid monarkins återupprättande och sonens tronbestigning år 1660. Hon fick inget entusiastiskt välkomnande och beskrivs som en enkel gammal kvinna som inte skilde sig från någon annan. Tiden 1661-1662 gjorde hon ett besök i Frankrike vid arrangemanget av sin dotters giftermål med kungens bror, något som stärkte England relation med Frankrike. Hon hade tänkt leva resten av sitt liv i England, men vände av hälsoskäl 1665 tillbaka till Frankrike, där hon tillbringade sina sista år.

## Eftermäle
Den amerikanska delstaten Maryland - tidigare brittisk koloni - är uppkallad efter Henrietta Maria.

## Barn
1. Karl
2. Karl II av England
3. Mary, gift med Wilhelm II av Oranien
4. Jakob II av England
5. Elizabeth av England
6. Anne
7. Katharina
8. Henrik, hertig av Gloucester
9. Henrietta av England, gift med Filip av Orléans. Från henne härstammar jakobiternas tronpretendenter efter Henrik Benedict Stuarts död 1807.

## Galleri

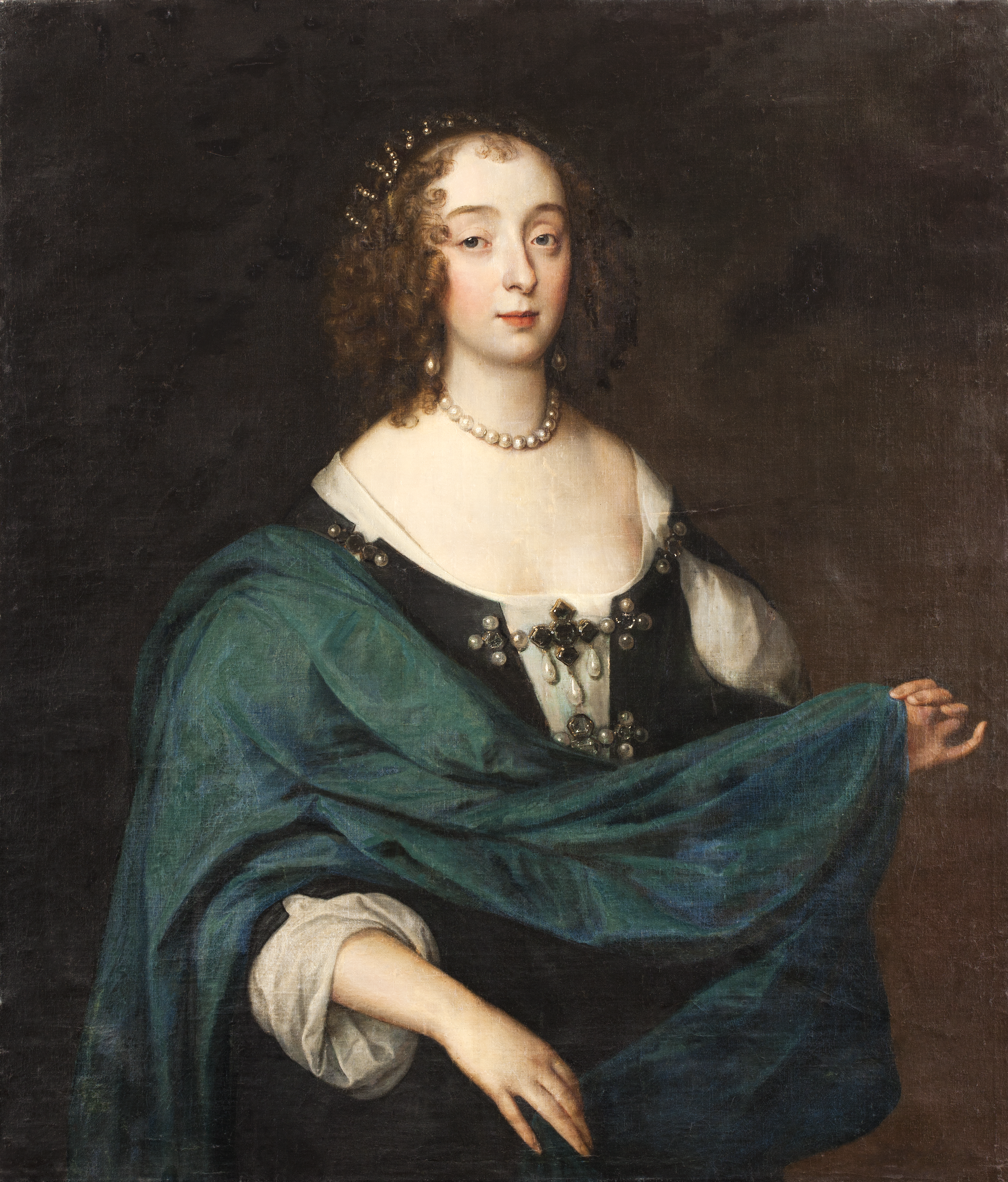
Porträtt, Henrietta Maria av Frankrike - Skoklosters slott
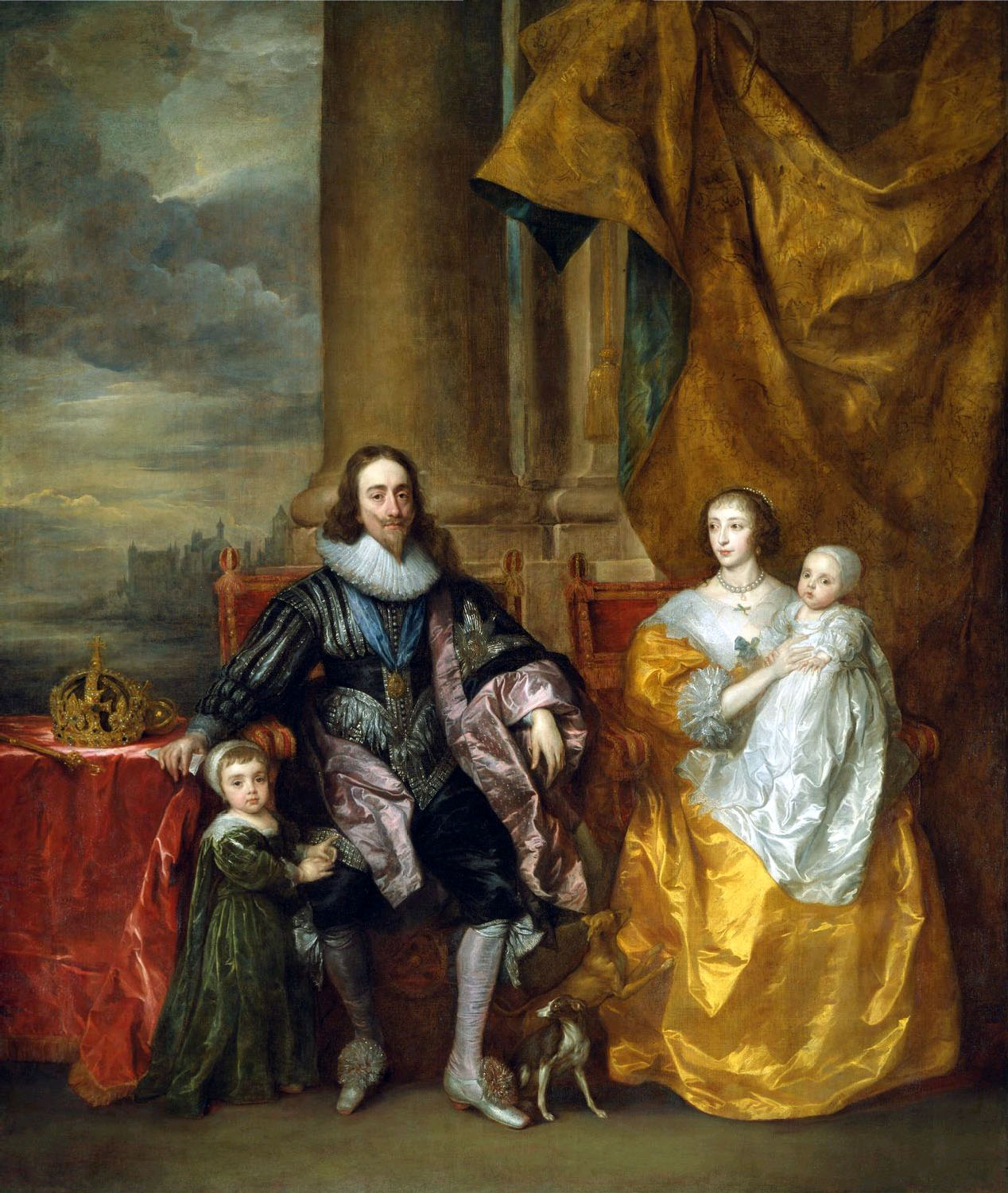
Kung Karl I och drottning Henrietta Maria, tillsammans med sina två äldsta överlevande barn, Karl och Maria.
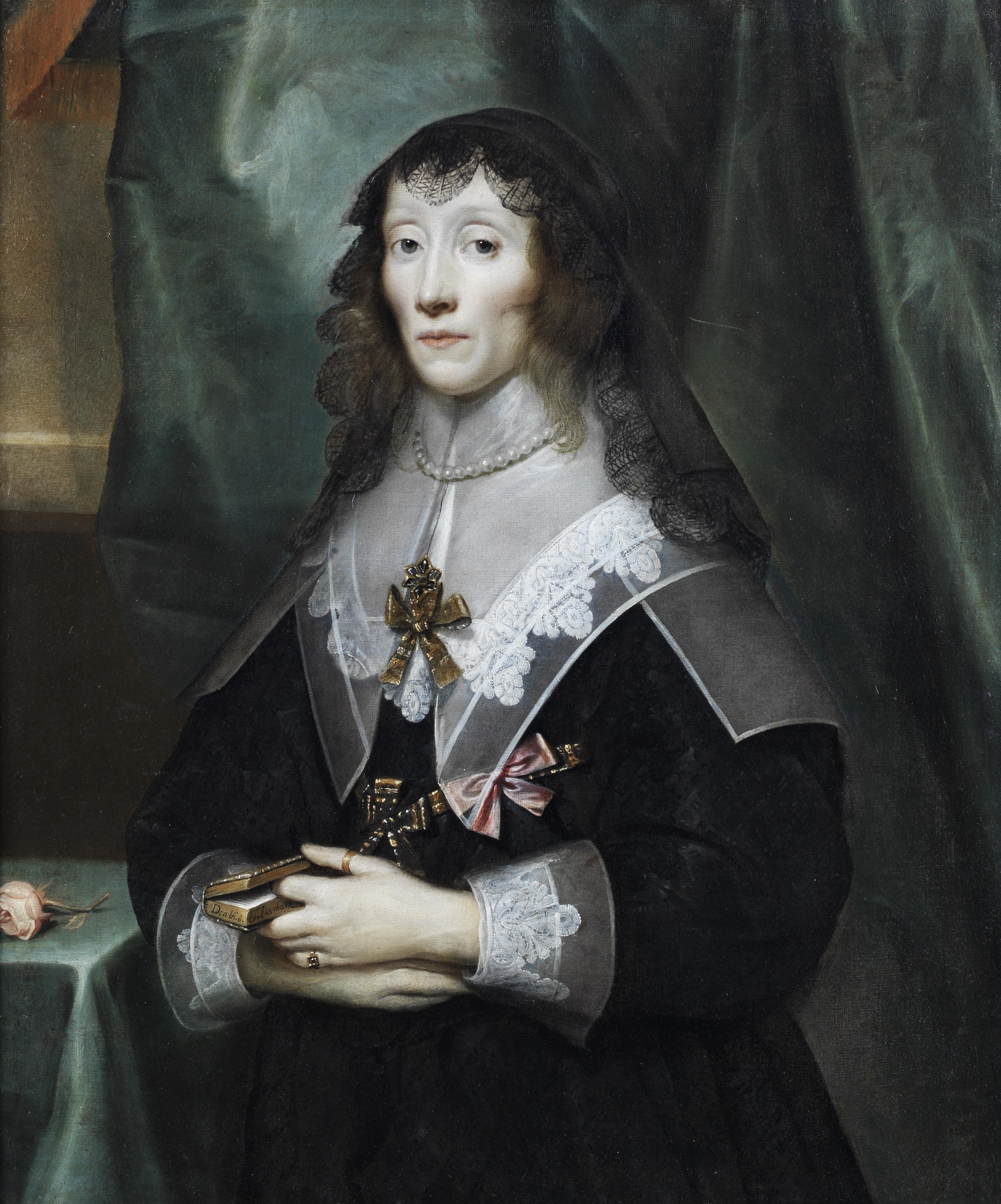
Henrietta Maria av Frankrike i sorgdräkt, 1650-tal.

## Anfäder
|                              |  |  |  |  |  |  |  |                        |  |  |  |  |  |  |  |                        |  |  |  |  |  |  |  | Karl av Bourbon                 |
|                              |  |  |  |  |  |  |  |                        |  |  |  |  |  |  |  |                        |  |  |  |  |  |  |  |                                 |
|                              |  |  |  |  |  |  |  |                        |  |  |  |  |  |  |  | Anton av Bourbon       |  |  |  |  |  |  |  |                                 |
|                              |  |  |  |  |  |  |  |                        |  |  |  |  |  |  |  |                        |  |  |  |  |  |  |  |                                 |
|                              |  |  |  |  |  |  |  |                        |  |  |  |  |  |  |  |                        |  |  |  |  |  |  |  | Françoise d'Alençon             |
|                              |  |  |  |  |  |  |  |                        |  |  |  |  |  |  |  |                        |  |  |  |  |  |  |  |                                 |
|                              |  |  |  |  |  |  |  | Henrik IV av Frankrike |  |  |  |  |  |  |  |                        |  |  |  |  |  |  |  |                                 |
|                              |  |  |  |  |  |  |  |                        |  |  |  |  |  |  |  |                        |  |  |  |  |  |  |  |                                 |
|                              |  |  |  |  |  |  |  |                        |  |  |  |  |  |  |  |                        |  |  |  |  |  |  |  | Henrik II av Navarra            |
|                              |  |  |  |  |  |  |  |                        |  |  |  |  |  |  |  |                        |  |  |  |  |  |  |  |                                 |
|                              |  |  |  |  |  |  |  |                        |  |  |  |  |  |  |  | Johanna III av Navarra |  |  |  |  |  |  |  |                                 |
|                              |  |  |  |  |  |  |  |                        |  |  |  |  |  |  |  |                        |  |  |  |  |  |  |  |                                 |
|                              |  |  |  |  |  |  |  |                        |  |  |  |  |  |  |  |                        |  |  |  |  |  |  |  | Margareta av Angoulême          |
|                              |  |  |  |  |  |  |  |                        |  |  |  |  |  |  |  |                        |  |  |  |  |  |  |  |                                 |
| Henrietta Maria av Frankrike |  |  |  |  |  |  |  |                        |  |  |  |  |  |  |  |                        |  |  |  |  |  |  |  |                                 |
|                              |  |  |  |  |  |  |  |                        |  |  |  |  |  |  |  |                        |  |  |  |  |  |  |  | Cosimo I av Florens och Toscana |
|                              |  |  |  |  |  |  |  |                        |  |  |  |  |  |  |  |                        |  |  |  |  |  |  |  |                                 |
|                              |  |  |  |  |  |  |  |                        |  |  |  |  |  |  |  | Frans I av Toscana     |  |  |  |  |  |  |  |                                 |
|                              |  |  |  |  |  |  |  |                        |  |  |  |  |  |  |  |                        |  |  |  |  |  |  |  |                                 |
|                              |  |  |  |  |  |  |  |                        |  |  |  |  |  |  |  |                        |  |  |  |  |  |  |  | Eleonora de Toledo              |
|                              |  |  |  |  |  |  |  |                        |  |  |  |  |  |  |  |                        |  |  |  |  |  |  |  |                                 |
|                              |  |  |  |  |  |  |  | Maria av Medici        |  |  |  |  |  |  |  |                        |  |  |  |  |  |  |  |                                 |
|                              |  |  |  |  |  |  |  |                        |  |  |  |  |  |  |  |                        |  |  |  |  |  |  |  |                                 |
|                              |  |  |  |  |  |  |  |                        |  |  |  |  |  |  |  |                        |  |  |  |  |  |  |  | Ferdinand I av Habsburg         |
|                              |  |  |  |  |  |  |  |                        |  |  |  |  |  |  |  |                        |  |  |  |  |  |  |  |                                 |
|                              |  |  |  |  |  |  |  |                        |  |  |  |  |  |  |  | Johanna av Österrike   |  |  |  |  |  |  |  |                                 |
|                              |  |  |  |  |  |  |  |                        |  |  |  |  |  |  |  |                        |  |  |  |  |  |  |  |                                 |
|                              |  |  |  |  |  |  |  |                        |  |  |  |  |  |  |  |                        |  |  |  |  |  |  |  | Anna av Böhmen och Ungern       |
|                              |  |  |  |  |  |  |  |                        |  |  |  |  |  |  |  |                        |  |  |  |  |  |  |  |                                 |